# Stegomyrmex vizottoi
Stegomyrmex vizottoi är en myrart som beskrevs av Jorge L.M. Diniz 1990. Stegomyrmex vizottoi ingår i släktet Stegomyrmex och familjen myror. Inga underarter finns listade i Catalogue of Life.

## Bildgalleri

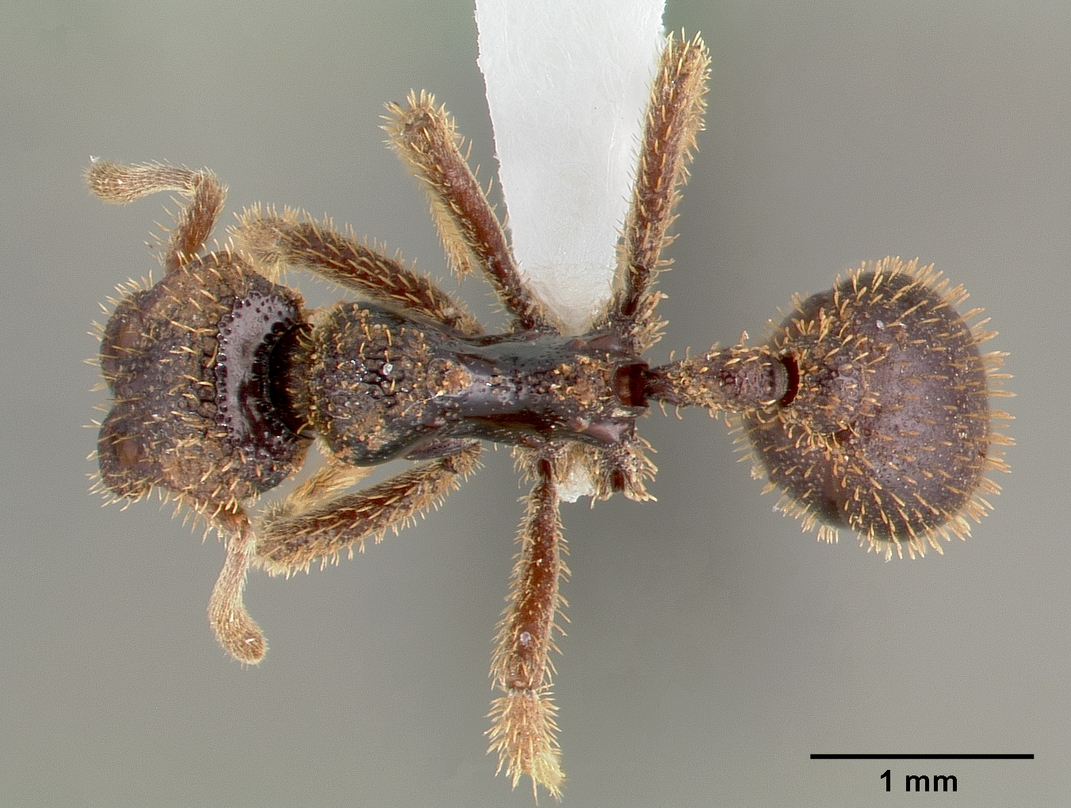
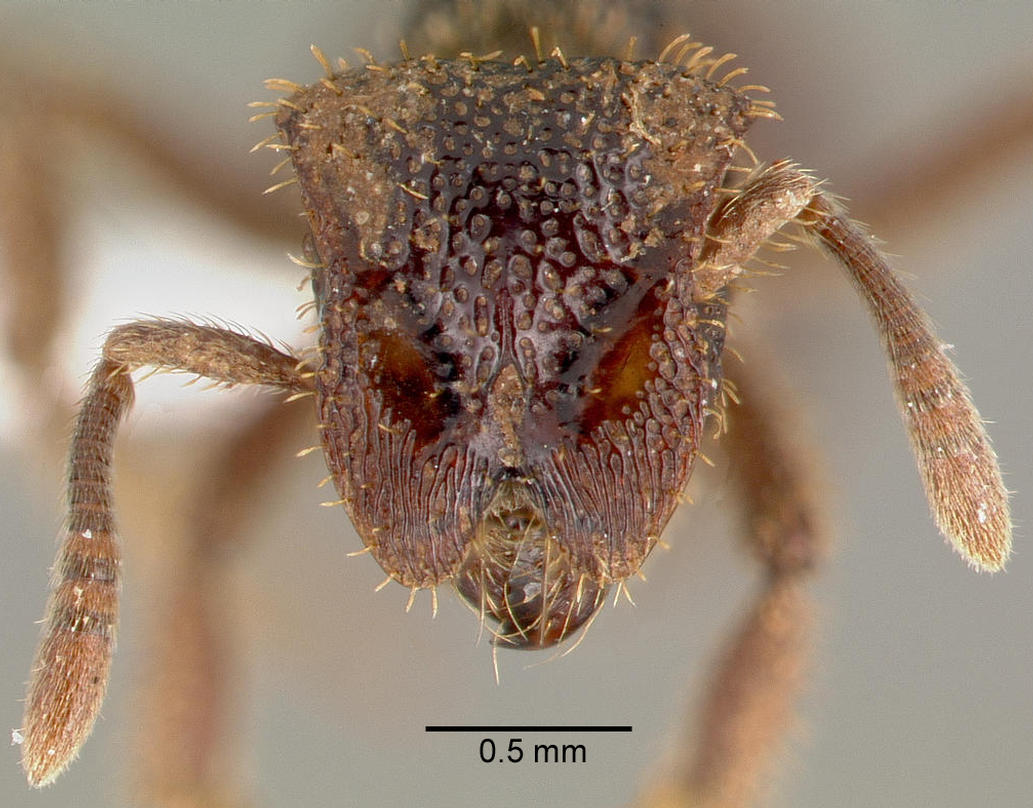
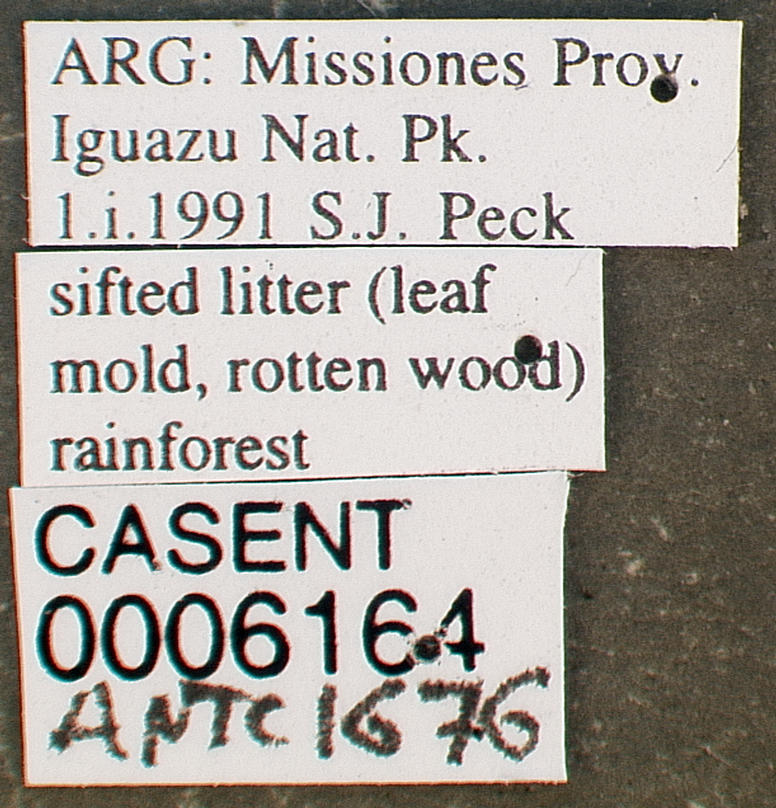
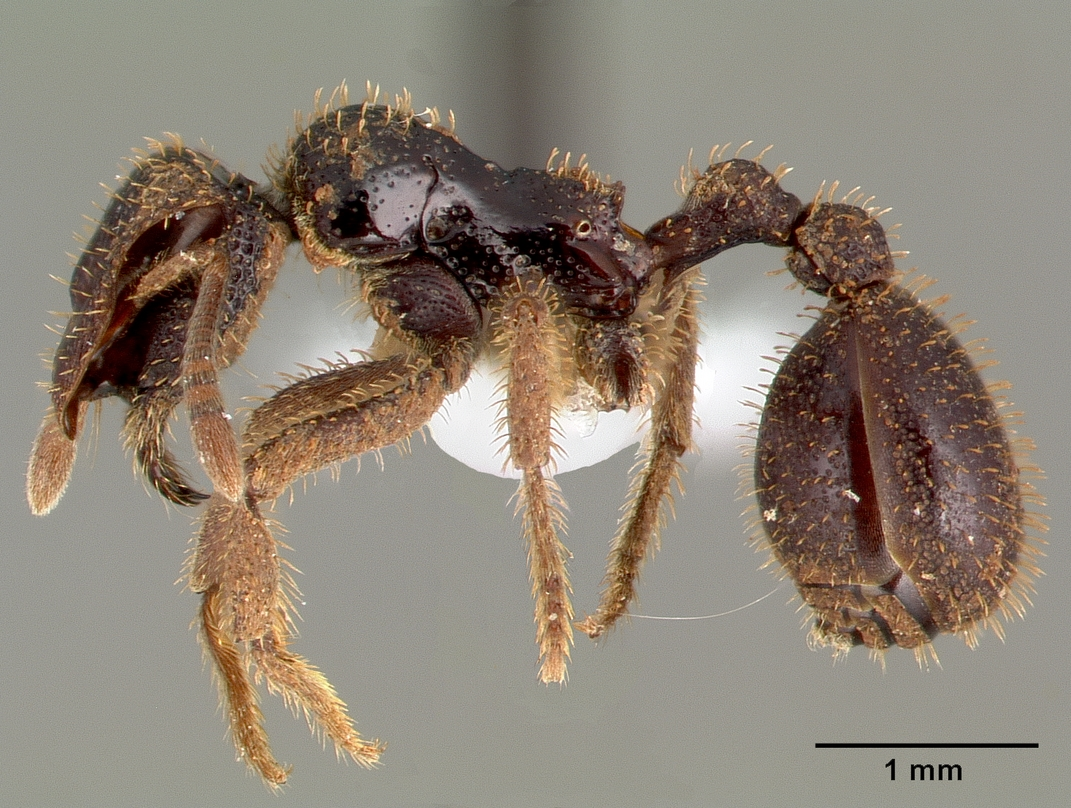
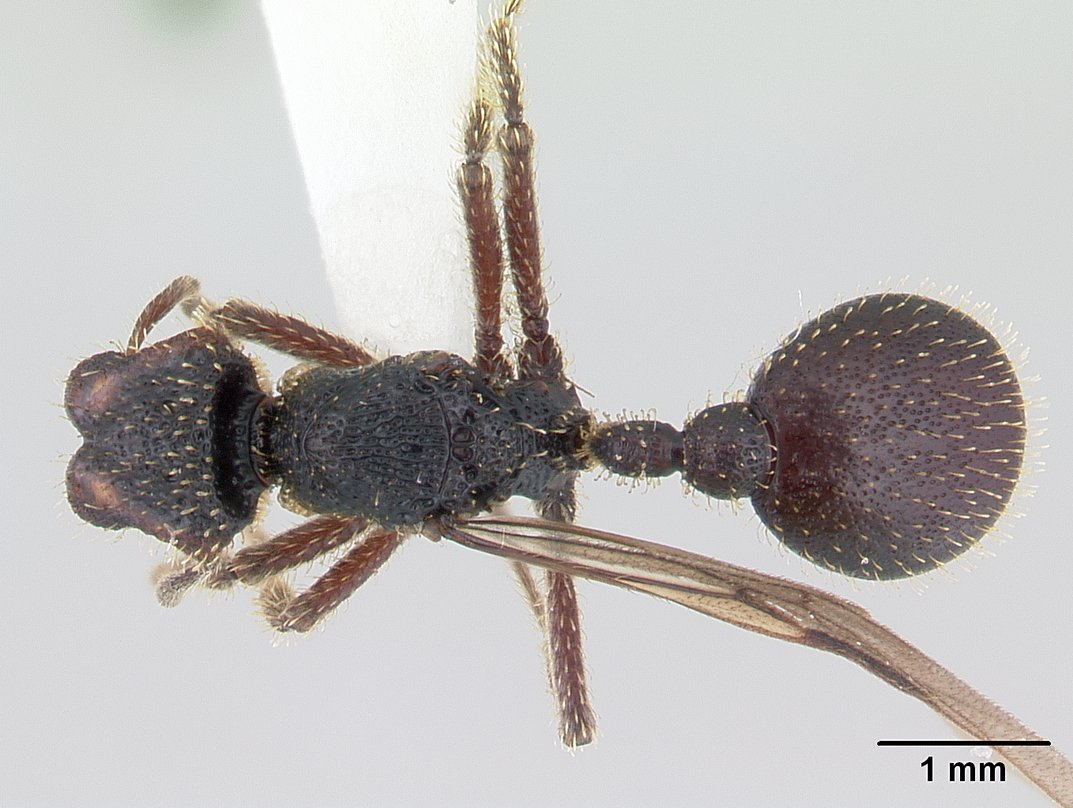
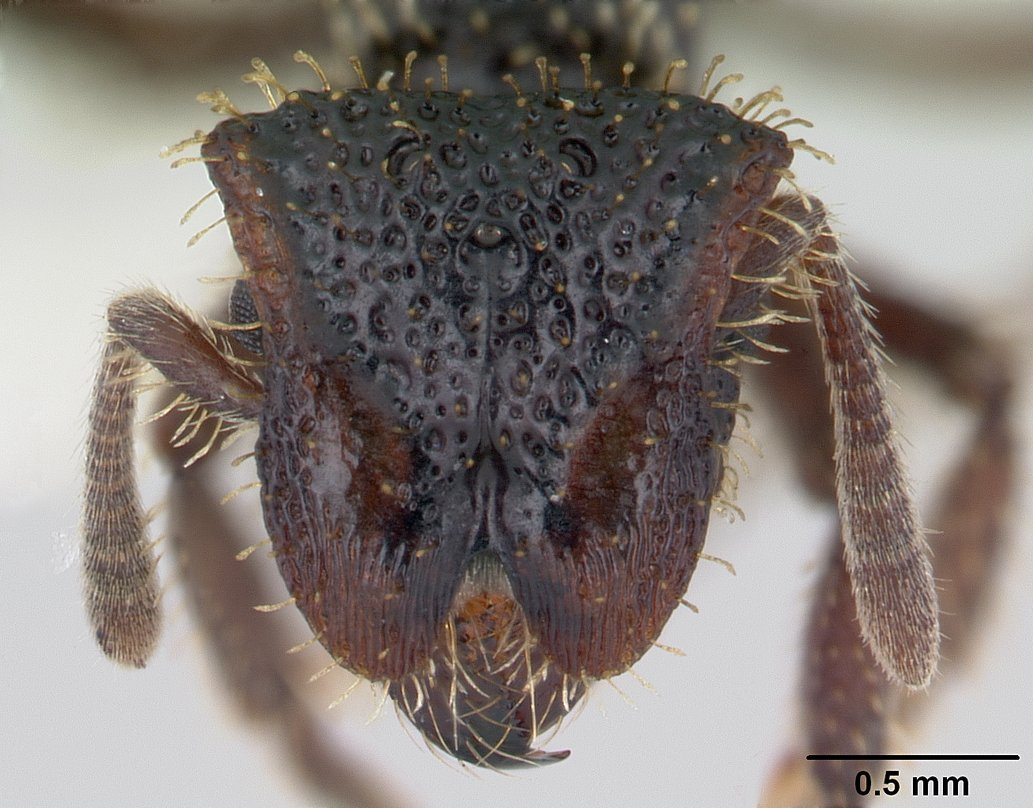